# سیاه دره (نهاوند)
سیاه دره (نهاوند)، روستایی از توابع بخش خزل شهرستان نهاوند در استان همدان ایران است.
روستای سرسبز و زیبای «سیاه‌دره» در ۶۰ کیلومتری نهاوند، در بخش خزل واقع شده و ۲۴ خانوار دارد اما بیکاری و فقر گریبان‌گر آنهاست .البته نباید از ظرفیت گیاه دارویی این منطقه غافل شد، موهبتی از خالق یکتا به روستاییان منطقه که کافیست روی آن سرمایه گذاری شود
```
‍از اهالی معتقدند سیاه‌دره از روستاهای زمان اشکانیان است و در گذشته‌های دور سیاحتگاه بزرگان بوده است، از طرفی یکی از جوانان روستا هم می‌گوید: نام اصلی روستا «سهره»، نام یک پرنده‌ است اما بعدها این روستا را «سیاه‌دره» نامیدند.
```

روستا بین کوه‌های بلند و درختان هزار ساله گردو و چندهزار ساله بلوط محصور شده  و زبان اهالی لک است، زبان لک یکی از زبان‌های بسیار قدیمی است و تقریباً منظوم و مملو از اشعار، ضرب‌المثل‌ها، افسانه‌ها و بسیاری از کلمات و جملات این زبان دارای اوزان عروضی است.
در زمان‎های بسیار دور یکی از گردنه‌های اطراف سیاه‌دره شاهراه تردد تجار از لرستان به سوی نهاوند بوده همچنین یک قلعه نظامی و یک آتشکده بر فراز سلطان کوه است از آنجا گردنه اسدآباد تا پس از خرم‌آباد دیده می‌شود.
قسمتی از فراز و فرودهای سیاه‌دره یا همان منطقه گذرگاه درخت بلوط تنومند با قدمت که از قسمت انتهای شکافته شده و برای اهالی مقدس است خودنمایی می‌کند، اغلب روستاییان  برای گرفتن حاجت پارچه‌های سبز نذر کهنه درخت بلوط می‌کنند و دخیل می‌بندند و برای برآورده شدن آرزوهای خود انتظار می‌کشند.
گیاهانی چون بومادران، نعنا کوهی، پونه، گل نسترن، خارمریم، آویشن و کاسنی و انواع دیگر گیاهان دارویی در کوه‌های روستا در حجم بالا یافت می‌شود که همگی خود رو هستند.

## جمعیت
این روستا در دهستان طریق الاسلام قرار دارد و براساس سرشماری مرکز آمار ایران در سال ۱۳۹۵، جمعیت آن ۲۲۹ نفر (۶۴خانوار) بوده‌است.